# Juan Zertuche Carranco
Gral. Juan Zertuche Carranco fue un militar mexicano que participó en la Revolución mexicana. Nació en Nuevo León y se afilió a la causa constitucionalista desde 1913. Alcanzó el grado de general de brigada en mayo de 1932. Desempeñó diversas comisiones dentro de la antigua Secretaría de Guerra y Marina. 